# Methow (Volk)

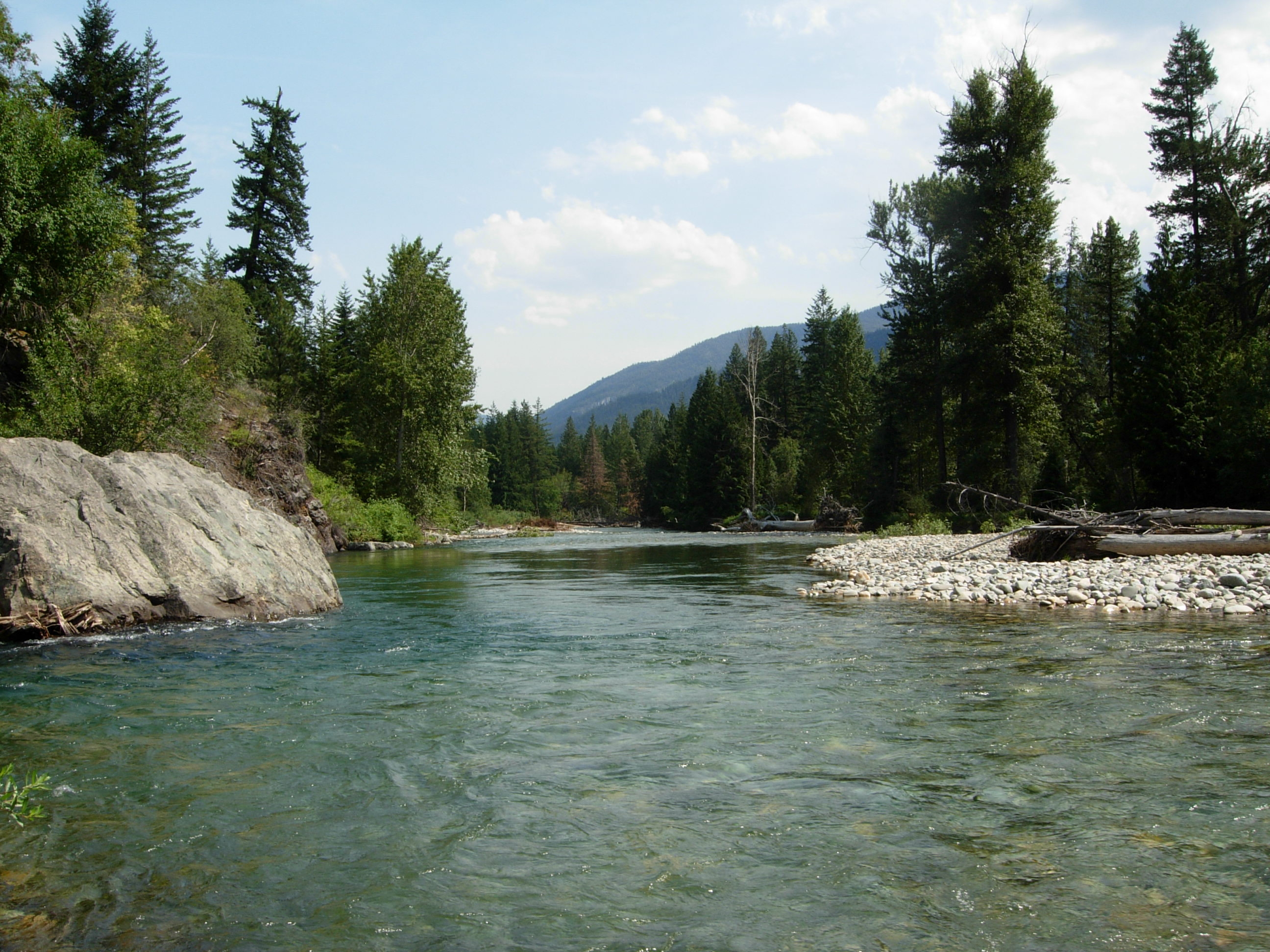
Der Methow River in Mazama, im Washingtoner Okanogan County

Die Methow oder Mitois sind ein Stamm der in den USA so genannten Native Americans (Indianer) im Bundesstaat Washington. Sie lebten ursprünglich am Methow River, der bei Pateros in den Columbia mündet. Die Methow bezeichneten den Fluss als Buttlemuleemauch („Fluss der Lachsfälle“). Sie lebten im Gebiet um Winthrop.
Sprachlich sind sie am nächsten mit den Sinkiuse-Columbia und den Wenatchi verwandt. Sie gehören zur Sprachfamilie des Salish, ihr Dialekt gehört zu den Okanogan-Dialekten. Traditionell gehörten sie jedoch zur Gruppe der Columbia-Wenatchi-Dialekte und ihr Dialekt hieß nselxcin. Kulturell gehören sie zu den Binnen-Salish.

## Geschichte
Nach der Mythologie der benachbarten Chelan gingen die Methow aus dem Herzen des Großen Bibers hervor.
1908 entdeckte man bei Winthrop menschliche Überreste. 1910 gelangten sie nach Seattle ins Burke Museum (Burke Accn. No. 242). Da die Methow später in diesem Gebiet lebten, gelten sie als Nachkommen der Verstorbenen und dürfen die Beisetzung beantragen. Weitere Funde lassen vermuten, dass die Region seit etwa 9000 Jahren bewohnt ist.
David Thompson von der North West Company suchte die Methow 1811 auf, um von ihnen Pelze zu erhandeln. Er nannte sie „Smeathhowes“, und meinte, sie wüssten wenig vom Columbia flussabwärts. Als drei Jahre später sein Kollege Alexander Ross mit ihnen Kontakte anknüpfte, nannte er sie „Batte-le-mule-emauhs“. Beide Händler schilderten sie als überaus freundlich.
Anfang der 1870er Jahre schätzte man ihre Zahl auf 300, doch bleibt ihre tatsächliche Zahl unklar, da hier weitere Gruppen mit eingerechnet worden waren. Zu dieser Zeit hatten sie kleine Farmen und pflanzten Mais und Kartoffeln. Um 1870 reiste eine Methow-Gruppe nach Walla Walla, um landwirtschaftliches Gerät zu kaufen. Auch mit Weißen in Ellensburg, im Kittitas-Tal weiter im Süden, trieben sie Handel.
1872 wurde die Colville Indian Reservation eingerichtet, 1879 die Moses Columbia Reservation, in die viele Methow zogen. Dieses Reservat wurde jedoch 1886 bereits wieder aufgegeben, und die dort versammelten Gruppen mussten ins Colville-Reservat ziehen. Eine Gruppe, die Chilowhist oder Chilliwist, spaltete sich ab und hatte ihre Winterdörfer am Okanogan River zwischen Sand Point und Malott, zwischen zwei Sinkaietk-Gruppen (bands genannt).
1883 akzeptierten viele Methow im Reservat das Angebot, 640 Acre Land zu den Bedingungen des Moses Agreement vom 7. Juli des Jahres anzunehmen. Andere Methow erkannten die Führung von Häuptling Moses an und siedelten im Nespelem-Tal in der Colville Reservation. 1886 wurde ihre Heimat für weiße Siedler freigegeben, die dort zunächst nach Gold suchten.
1907 gab es noch 324 Methow. Um diese Zeit zählte man am Lake Creek nördlich von Winthrop im Sommer noch 32 Tipis.
Der überwiegende Teil der Methow lebt heute in der Colville Indian Reservation da sie zu den Confederated Tribes of the Colville Reservation gehören. Dort versucht man mit Sprachkursen ihren Dialekt zu retten.